# Кадызаде Ахмед Шемседдин-эфенди
Кадызаде́ Ахме́д Шемседди́н-эфенди (тур. Kadızade Ahmed Şemseddin Efendi; 1512 — 25 мая 1580, Стамбул) — шейх-уль-ислам Османской империи в правление султана Мурада III.

## Биография
Ахмед Шемседдин-эфенди был сыном Бедреддина Махмуда, занимавшего должность кади Эдирне в правление Сулеймана I. После получения начального образования Шемседдин-эфенди посещал лекции мюдерриса Кылычзаде Исхака-челеби. Среди его учителей были будущие шейх-уль-исламы Чивизаде Мухиддин Мехмед-эфенди и Эбуссууд-эфенди.
Получив образование, занимал должность мюдерриса в медресе Бурсе и Стамбула. В декабре 1555 года Шемседдин-эфенди был назначен кадием Алеппо, а в ноябре 1563 года кадием Стамбула. В начале правления Селима II Шемседдин-эфенди был назначен на должность казаскера Румелии, но в июне 1567 года был отправлен в отставку.
Выйдя в отставку, он работал мюдеррисом с ежедневным жалованием в размере 150 акче, но позже ему пришлось переехать в Эдирне из-за ссоры с великим визирем Соколлу Мехмедом-пашой. В июне 1575 года, в правление Мурада III, был назначен на должность казаскера Румелии.
18 октября 1577 года Мурад III назначил Ахмеда Шемседдина шейх-уль-исламом, сменив в этой должности Дамади Хамида-эфенди. На посту шейх-уль-ислама он издал фетву, согласно которой сносу подлежала построенная при Мураде III Константинопольская обсерватория Такиюддина. Причиной этого было то, что исламское духовенство не признавало астрологию. Историк Айдын Сайылы писал, что обсерватория была снесена после смерти Ахмеда Шемседдина в конце 1581 или в начале 1582 года.
Скончался 25 мая 1580 года в Стамбуле и был похоронен в построенном им мавзолее Кючук-Караман.

## Труды
- «Netâ'icü'l-efkâr fî Discover'r-rumûz ve'l-esrâr» (комментарии и аннотации);
- «Risâle fî ḥaḳḳi’l-Muṣṭafâ»;
- «Risâle fî ṣalâti’l-ḥâʾiżi ve ṣavmihâ'»
- «Şerḥu duʿâʾi’l-ḳunût»
- «Ḥâşiye ʿalâ Envâri’t-tenzîl ve esrâri’t-teʾvîl»
- «Ḥâşiye ʿalâ şerḥi’l-Viḳāye»
- «Şerḥu Miftâḥi’l-ʿulûm fi’l-meʿânî ilâ âḫiri’l-fenni’s̱-s̱ânî» ;
- «Red ʿalâ Risâle fî cevâzi’r-raḳṣ»
- «Tercüme-i Meʿâdinü’l-cevâhir»